# Castello di Arienzo
Das Castello di Arienzo ist eine Burgruine aus dem 6. oder 7. Jahrhundert auf dem Monte Castello über Arienzo in der italienischen Region Kampanien. Der Burgberg hieß früher „Mons Argentium“.

## Geschichte
Die Langobarden bauten die Burg im 7. Jahrhundert zum Schutz der Grafschaft Benevent, aus der später das Herzogtum Benevent wurde. Wegen seiner strategisch günstigen Position konnte man von dort aus die gesamte Talschaft überblicken.
In den Jahren 879–882 wurde die Stadt Suessola (oder Suessula) von den Sarazenen dem Erdboden gleichgemacht. Nach der Zerstörung der Stadt und einem großen Brand flüchtete sich ein Teil der Bewohner in die Burg auf dem Mons Argentium.
1135 forderte König Roger II. die Schleifung der Burg. Dieser wollte sich auf den Weg nach Sizilien machen und fürchtete, dass in seiner Abwesenheit die Armee von Rainulfo di Alife die Festung besetzen und die gesamte Gegend von oben kontrollieren könnte. Sein Befehl wurde aber nur teilweise ausgeführt und die Burg später auf Geheiß seines Sohnes Wilhelm I. weiter unten am Berg wiederaufgebaut.
Heute sind von der Burg nur noch Ruinen erhalten.